# Ostapje
Ostapje (ukr. Остап'є) – wieś na Ukrainie, w obwodzie połtawskim, w rejonie połtawskim. W 2001 liczyła 1029 mieszkańców, spośród których 1003 wskazało jako ojczysty język ukraiński, 25 rosyjski, a 1 ormiański.

## Urodzeni
- Wasilij Mirun